# Velho Mundo

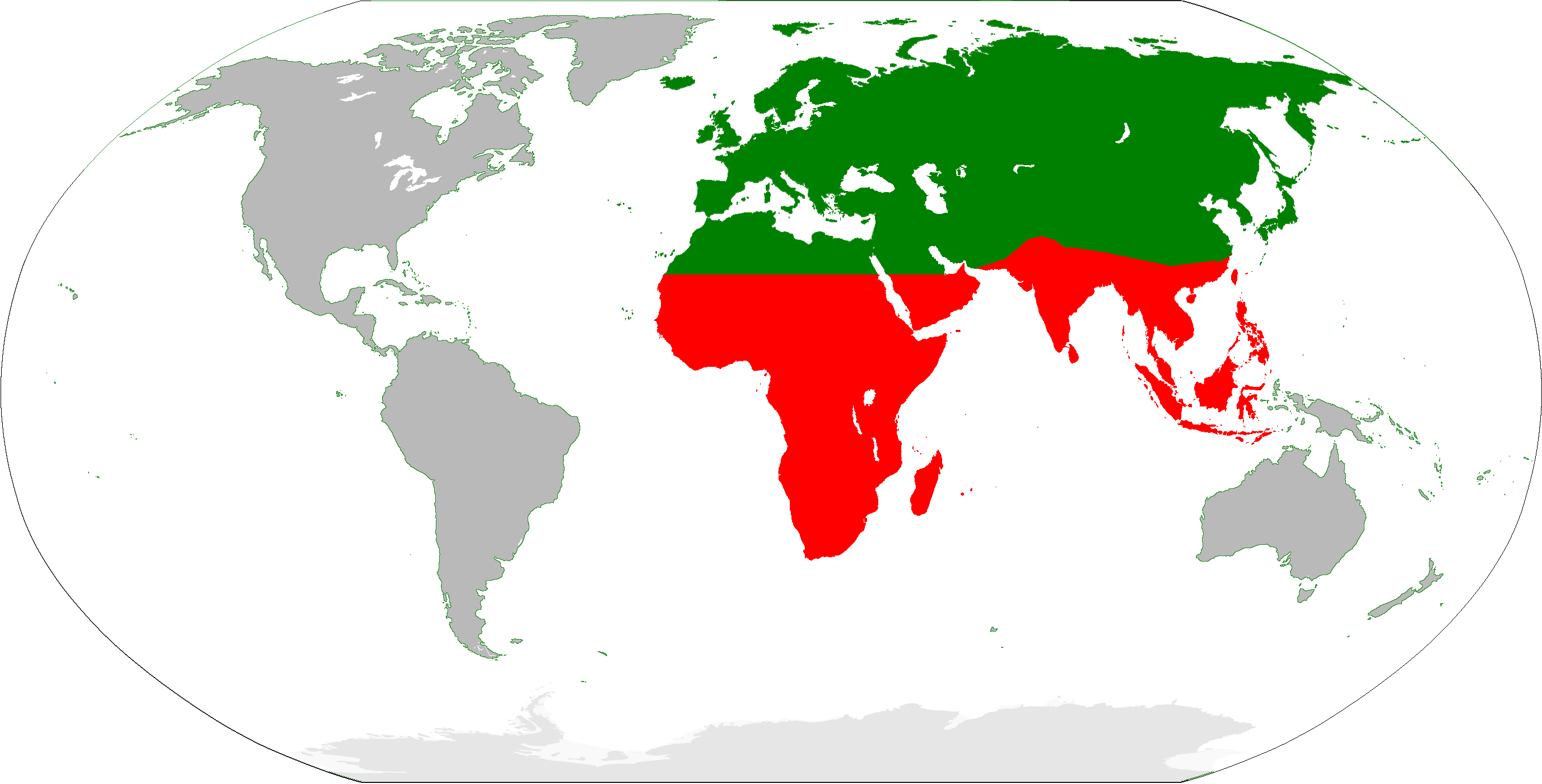
Mapa do Velho Mundo dividido em ecozonas:
Paleártico
Paleotrópico

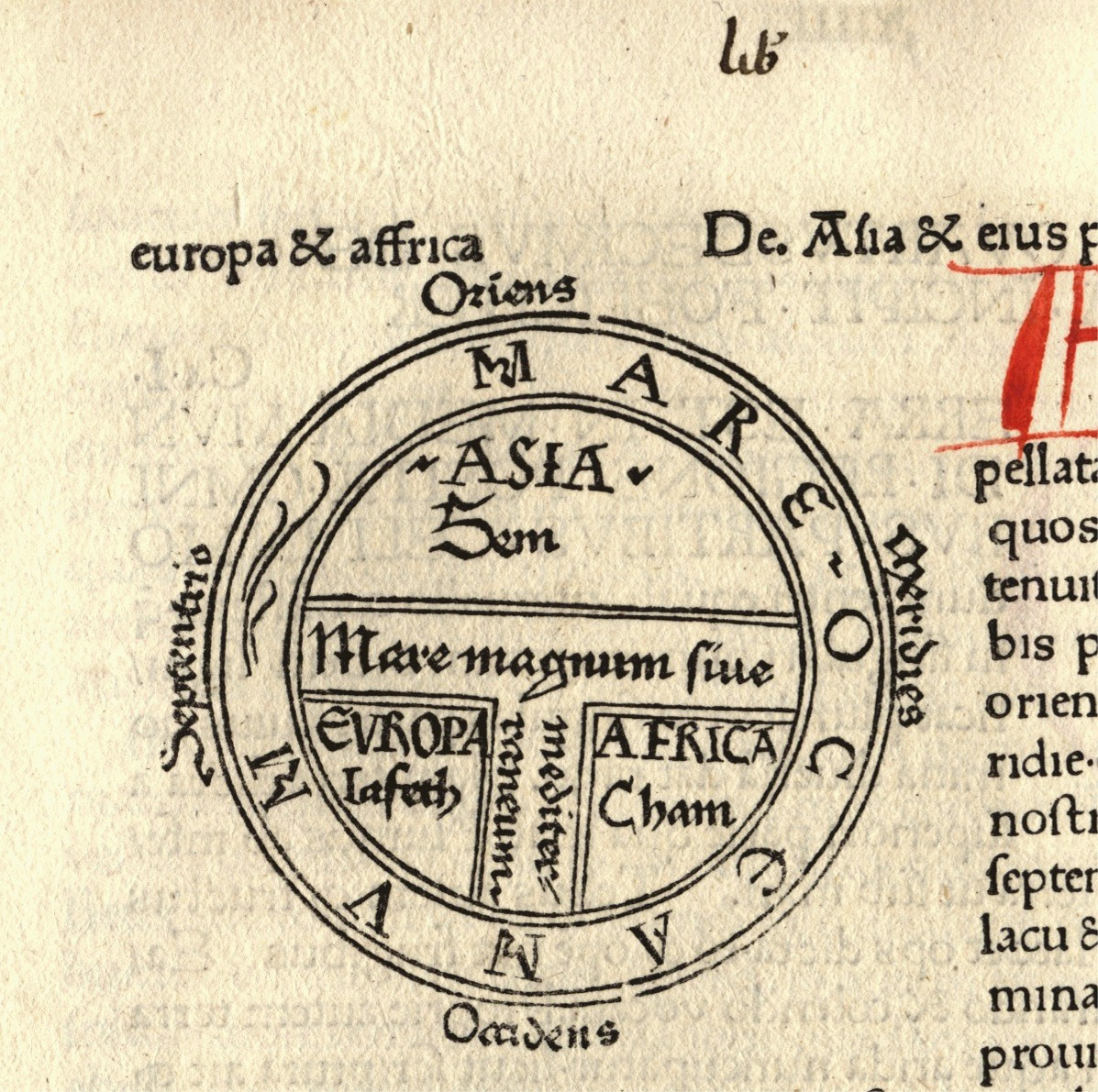
Mapa do mundo conhecido até à Idade Média, o Velho Mundo

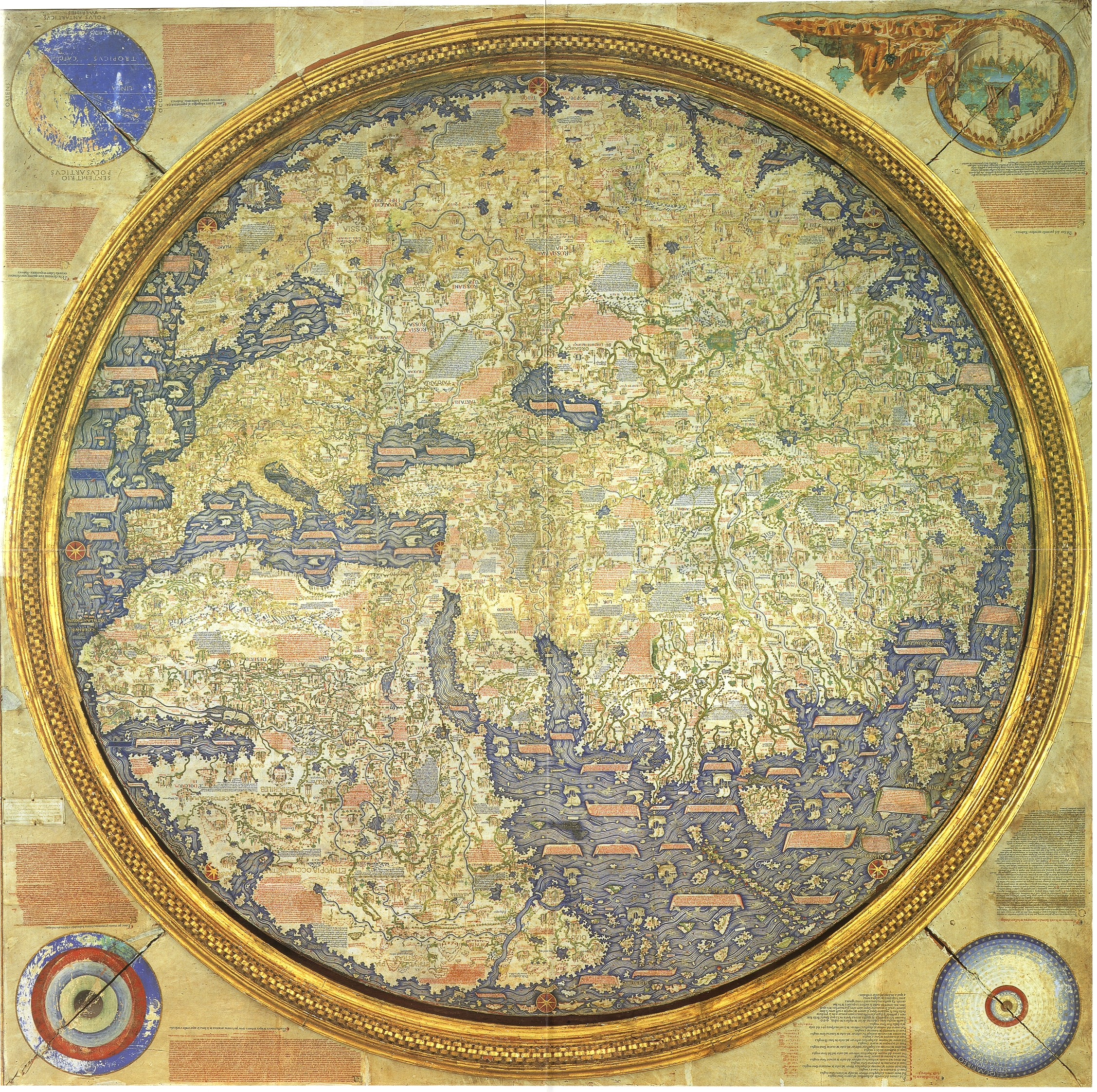
Mapa do Velho Mundo, de Fra Mauro.

Velho Mundo é um termo generalizado e relativamente recente que define o mundo conhecido pelos europeus no século XV, ou seja, a Eurásia e África: os continentes europeu, africano, asiático e os quatro arquipélagos da Macaronésia.
É um termo usado geralmente em oposição a Novo Mundo (que inclui as Américas). A Eurásia e África recebem o nome de Velho Mundo porque foi neste lugar que surgiram as mais antigas civilizações de que se tem conhecimento. Foi em áreas do norte da África e em partes da Ásia que se desenvolveram, por volta de há 7 000 a 3 000 anos, sociedades como a fenícia, a suméria, a assíria e a egípcia. Também fósseis ou esqueletos mais antigos do gênero Homo, da qual pertence a espécie Homo sapiens (o ser humano moderno), foram encontrados em certas regiões do Velho Mundo, como a África, o Oriente Médio, a Europa e a China.
Dessa forma, tanto o Homo sapiens (há cerca de 200 mil anos) como a civilizações mais antigas (a cerca de 4 000 anos) parecem ter se dado no Velho Mundo, em regiões asiáticas e africanas. No contexto da arqueologia e da história do mundo, o termo "Velho Mundo" inclui as partes do mundo que estavam em contato cultural (indireto) a partir da Idade do Bronze, resultando no desenvolvimento paralelo das primeiras civilizações, principalmente na zona temperada entre aproximadamente os paralelos 45 N e 25 N, na região do Mediterrâneo, da Mesopotâmia, o planalto iraniano, o subcontinente indiano e atual China.
Essas regiões foram conectadas pela rota comercial da Rota da Seda e tiveram um período pronunciado da Idade do Ferro após a Idade do Bronze. Em termos culturais, a Idade do Ferro foi acompanhada pela chamada Era Axial, referindo-se a desenvolvimentos culturais, filosóficos e religiosos, levando eventualmente ao surgimento na Europa da filosofia de Parménides, Platão, Heráclito, Arquimedes e Tucídides; no planalto iraniano o surgimento do zoroastrismo a partir dos ensinamentos de Zoroastro; na Judeia o surgimento da primeira religião abraâmica: o judaísmo, com seus profetas Elias, Isaías e Jeremias (entre outros); No subcontinente indiano o Mahavira fundaria o jainismo e o Buda fundaria o budismo; no Extremo Oriente tem se a filosofia de Lao-Tsé, de Confúcio, Mozi e Chuang-Tzu, entre outros. O filósofo alemão Karl Jaspers argumenta que "os fundamentos espirituais da humanidade foram lançados simultaneamente e independentemente na China, Índia, Pérsia, Judeia e Grécia. E esses são os fundamentos sobre os quais a humanidade ainda subsiste hoje".
Existe também o Novíssimo Mundo, referente a Oceania, que é constituída pela Austrália, Nova Guiné, Nova Zelândia, entre outras ilhas.